# Commissaire LaBréa
Commissaire LaBréa (Kommissar LaBréa) est une série télévisée policière allemande en trois téléfilms de 90 minutes adaptée des romans de Alexandra von Grote ayant pour héros Maurice LaBréa, policier à Paris, et diffusée les 5 mars 2009, 22 et 29 avril 2010 sur ARD.
Cette série est inédite dans tous les pays francophones.

## Synopsis
Maurice Labrea est commissaire à la Brigade Criminelle à Paris au Quai des Orfèvres. Il a une fille âgée de douze ans Jennifer, appelé Jenny.

## Distribution
- Francis Fulton-Smith (de) : Maurice LaBréa, commissaire
- Leonie Brill (de) : Jenny LaBréa, la fille du commissaire
- Valerie Niehaus : Céline Charpentier, Malerin, la voisine du Commissaire
- Bruno Bruni Jr. (de) : Jean-Marc Lagarde, lieutenant adjoint du commissaire
- Anja Knauer (de) : Corinne Dupont, lieutenant adjoint du commissaire
- Daniel Friedrich (de) : Roland Thibon, directeur
- Michael König (de) : Joseph Couperin, juge d'instruction
- Gudrun Landgrebe : Dr Brigitte Foucart, médecin légiste

## Épisodes
- 2009 : Tod an der Bastille
- 2010 : Mord in der Rue St. Lazare
- 2010 : Todesträume am Montparnasse